# 블라디미르 악쇼노프

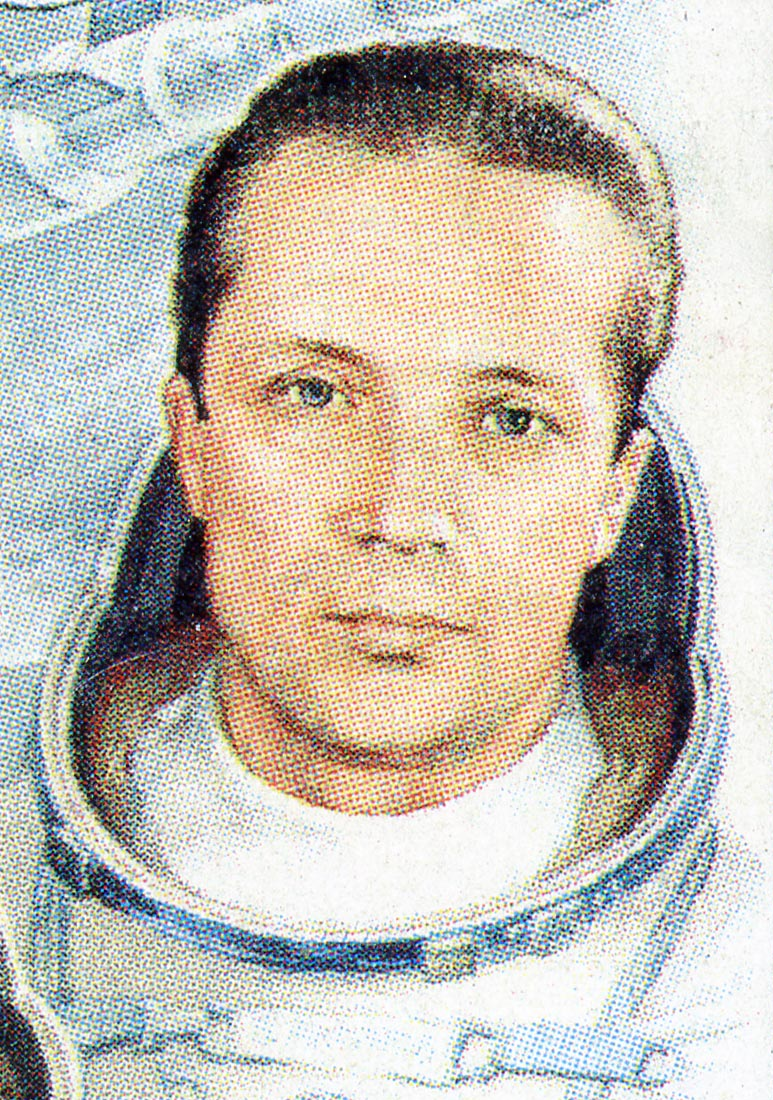
1980년 소련 우표

블라디미르 악쇼노프(본명: 블라디미르 빅토로비치 악쇼노프, 러시아어: Влади́мир Ви́кторович Аксёнов, 1935년 2월 1일~2024년 4월 9일)는 러시아 태생의 소련 우주 비행사로 소유즈 22호와 소유즈 T-2의 비행 엔지니어로 일했다.

## 노후
1988년 우주 비행사 프로그램에서 은퇴한 후 그는 국가 수문 기상청의 천연 자원 연구를 위한 국가 연구 센터의 소장이 되었다. 1990년부터 1992년까지 그는 NPO Planeta의 총책임자로 일했다. 1992년 코스모스협회 집행위원회 부회장이 되었다. 한편, 그는 1990년부터 1996년까지 모스비즈네스방카 이사회 부회장을 역임했다. 1996년에 그는 공공 조직인 "러시아의 영적 운동"의 상임위원장이 되었다. 2001년에 그는 보안 및 지속가능발전과학재단 연구소의 회장이 되었다. 악쇼노프는 모스크바에 살았다. 2024년 4월 9일 89세의 나이로 사망했다.